# Jurema (kommun i Brasilien, Piauí)
Jurema är en kommun i Brasilien.   Den ligger i delstaten Piauí, i den östra delen av landet, 900 km nordost om huvudstaden Brasília. Antalet invånare är 4 517.
Omgivningarna runt Jurema är huvudsakligen savann. Runt Jurema är det mycket glesbefolkat, med 3 invånare per kvadratkilometer.